# عزیز (استان مدیه)
عزیز (به عربی: عزيز) یک شهرداری در الجزایر است که در استان مدیه واقع شده‌است.